# Vittorio Dagianti
Vittorio Dagianti (Roma, 10 maggio 1919 – Teramo, 4 giugno 1994) è stato un calciatore e allenatore di calcio italiano, di ruolo centrocampista.

## Carriera
Mediano, crebbe nelle giovanili della Lazio, con la quale esordì in Serie A il 5 febbraio 1939 in Genoa-Lazio (2-1). In seguito giocò in massima serie con la maglia della Roma, con la quale sarà protagonista di un episodio controverso. In una partita di Coppa Italia a Torino contro i granata, l'arbitro Achille Pizziolo, in una rissa scoppiata in campo, viene colpito con un calcio allo stomaco. L'arbitro accuserà Amadei, che verrà prima squalificato a vita e poi amnistiato. In realtà il vero colpevole era proprio Dagianti. Giocò successivamente con le maglie di Salernitana e Napoli. Chiuse la carriera nel 1952 tra le file del Chieti, in Serie C.

## Palmarès
- Campionato italiano di Serie B: 2

Salernitana: 1946-1947
Napoli: 1949-1950